# François Nkuna Balumuene
 (novembre 2023).
François Nkuna Balumuene est une personnalité politique congolaise, né le 9 septembre 1952 au Zaïre (aujourd'hui la République démocratique du Congo).

## Biographie

### Jeunesse et formation
François Nkuna Balumuene, nait le 9 septembre 1952. Il a fait ses études secondaires au Petit Séminaire de Kabwe dans le Kasaï-Occidental (aujourd'hui Kasaï et Kasaï-Central) et a poursuivi ses études au campus de Kinshasa de l'Université nationale du Zaïre. Il a obtenu une maîtrise en économie en 1979 et a rejoint le ministère des affaires étrangères de son pays l'année suivante.

### Carrière
À partir de 1984, François Balumuene a été premier conseiller à l'ambassade à Madrid, en Espagne. Il est rentré au pays en 1988 en tant que chef de la division Amérique latine au sein du département Amérique, Asie et Océanie du ministère. L'année suivante, il est conseiller du ministre des affaires étrangères pour les affaires multilatérales et, en 1991, il passe au personnel de la direction des affaires administratives et financières. En 1993, François Balumuene est affecté à la division des passeports ordinaires et, trois ans plus tard, il devient assistant du secrétaire général des affaires étrangères, chargé des questions financières et bancaires. En 1997, il dirige la division Europe et, à partir de 1999, il est conseiller du ministre des affaires étrangères, chargé de la coopération internationale.
À partir de 1984,  François Balumuene a été premier conseiller à l'ambassade à Madrid, en Espagne. Il est rentré au pays en 1988 en tant que chef de la division Amérique latine au sein du département Amérique, Asie et Océanie du ministère. L'année suivante, il est conseiller du ministre des affaires étrangères pour les affaires multilatérales et, en 1991, il passe au personnel de la direction des affaires administratives et financières. En 1993, François Balumuene est affecté à la division des passeports ordinaires et, trois ans plus tard, il devient assistant du secrétaire général des affaires étrangères, chargé des questions financières et bancaires. En 1997, il dirige la division Europe et, à partir de 1999, il est conseiller du ministre des affaires étrangères, chargé de la coopération internationale.
En 2000, François Balumuene a occupé pendant une courte période le poste d'assistant diplomatique et administratif du commissaire général adjoint du gouvernement pour les affaires de la MONUC, chargé des finances, de la logistique et de la politique étrangère pour l'effort de maintien de la paix des Nations unies en République démocratique du Congo. La même année, il a été nommé chargé d'affaires à l'ambassade d'Afrique du Sud à Pretoria, où il a servi pendant trois ans.
En 2003, Balumuene a été envoyé en Inde en tant qu'ambassadeur de son pays. Il y reste suffisamment longtemps pour devenir le doyen du corps diplomatique de New Delhi, qu'il ne quitte que pour prendre en charge l'ambassade à Washington,,.

## Vie privée
François Balumuene est père de famille et a 5 enfants.